# Sifiane El Asad
Pour les articles homonymes, voir Asad.
 (mars 2013).
Si vous disposez d'ouvrages ou d'articles de référence ou si vous connaissez des sites web de qualité traitant du thème abordé ici, merci de compléter l'article en donnant les références utiles à sa vérifiabilité et en les liant à la section « Notes et références ».
Sifiane (né Sifiane El Asad à Bruxelles le 2 septembre 1970) est un comédien et metteur en scène belge issu d'un mariage mixte belgo-palestinien.

## Biographie
Sifiane El Asad, né en 1970 à Bruxelles, est un acteur, auteur dramatique et metteur en scène belgo-palestinien. Il est diplômé du Conservatoire royal de Bruxelles en 1996, où il obtient un premier prix d’Art dramatique et un premier prix d’Art de la Parole.
Depuis, il met en scène des œuvres explorant diverses formes théâtrales et interrogeant des thématiques sociales et contemporaines. En 2007, il cofonde le Fantastique Collectif, un regroupement d’artistes travaillant sur des projets pluridisciplinaires.

## Créations pour la scène
- 2024 : il adapte pour la scène les Lettres au Chat d'Antoinette Rychner qu'il joue avec Sophie Schneider
- 2019 : Il dirige une lecture Ina-A-Mbanza Bulanda Bua Mupolo ou La Révolte contre l'Ordre Ancien d'Aubert Ntite Mukendi Lecture-spectacle organisée par Alter-Kasaï asbl
- 2018 : il adapte pour la scène La Part de Reine d'Éric-Emmanuel Schmitt qui sera joué par Gilles Poncelet
- 2017 : il adapte pour la scène Tu n'as rien vu à Fukushima de Daniel de Roulet qui sera joué par Stéphane Oertli
- 2015: Il participe à la  lecture radiophonique de Kaléidoscope de Ray Bradbury pour AEDA / Arte Radio
- 2014 : il adapte pour la scène le recueil de Roger Job, Lettres sans Frontières, sous le titre de Je t'embrasse qui sera joué par Marc Schatten en alternance avec Frédéric Kusiak
- 2013 : reprise de Je lis avec Laurence Voreux, Lisou de Henau et Manuella Ammoun, Marielle Vancamp
- 2009 : il met en scène Je lis avec Laurence Voreux, Élise Harou, Marielle Vancamp et Maryse Dinsart
- 2009 : il fait tourner Aspartame d’Éric Durnez avec Pascale Kinanga et assisté de Mathilde Mazabrard
- 2008 : il met en scène Je lis, adaptation théâtrale de L’Analphabète d’Agota Kristof avec Johanne Samek, Manuella Ammoun, Lisou de Henau, Laurence Voreux en alternance avec Olivia Carrère, Marie-Astrid Legrand et Marilyn Beugnies
- 2008 : il met en scène Dagon and Other Macabre Tales de Howard Phillips Lovecraft
- 2007 : il inaugure le Fantastique Collectif
- 2007 : il est dramaturge pour Here Now solo de danse contemporaine au Dans Festival de Luxembourg et pour Architexture laboratoire de danse contemporaine au Dance Palace
- 2006 : il met en scène Aspartame d’Éric Durnez
- 2005 : il met en scène REC spectacle de danse théâtre au de Markten
- 2003 : il joue dans Le Lieutenant d'Inishmore de Martin McDonagh, mis en scène par Derek Goldby au Théâtre de Poche[1].
- 2001 : il met en scène Addolorata de Marco Micone avec Janick Daniels, Isabelle Renzetti et Yves Vandezande
- 2001 : il met en scène The Breakfast Club de John Hughes
- 2000 : il joue dans L’Année du Bac de José-André Lacour avec Christian Barbier, Steve Driessen, Hélène Ramet, Isabelle Byloos, Jean-Sébastien Betsch, Nicolas Dubois…
- 1999 : il joue dans Croisades de Michel Azama
- 1999 : il écrit et met en scène Rendez-vous Contes du Troisième Type avec Giovanna Cadeddu, Stéphanie Coerten, Philippe Peters, Isabelle Renzetti, Claudie Rion, David Ariel (musique) et Philippe Derlet (voix off). Rendez-vous Contes du Troisième Type est le dernier volet de la trilogie des Rendez-vous Contes…
- 1999 : il met en scène Roberto Zucco de Bernard-Marie Koltès
- 1999 : il fait des lectures radiophoniques sur les Polars de la Une
- 1999 : il collabore à La Planète bleue sera... (mais il semble urgent de se retrousser les manches !), écrit et mis en scène par Philippe Derlet avec Aïcha Aït-Taïb, Juan Marquez, Philippe Peters, Claudie Rion et Laurence Voreux.
- 1997 : il écrit Rendez-vous Contes de…, joué à La Samaritaine, mis en scène par Nejib Ben Amar. Les interprètes sont : Isabelle Byloos, Philippe Derlet, Gaëtan Faïk, Michel Hinderyckx, Véronique Van de Ven et Quentin Dujardin (musique).
- 1998 : il joue dans Traversée nocturne avec William Shakespeare mise en scène de Dominique Serron au Théâtre national de Belgique, dans le cadre des Premières Rencontres '97 organisées en collaboration avec le Théâtre de Poche.
- 1997 : il joue dans Rendez-vous Contes ! au Théâtre la Samaritaine, mis en scène par Muriel Lejuste. Ses partenaires sur scène : Philippe Derlet, Patrice Mincke, Françoise Sztum, Marie Van R et Laurant Adam (musique).
- 1996 : il joue dans L'écume des jours de Boris Vian. Ses partenaires de jeu étant : Valéry Bendjilali, Philippe Derlet, David Manet, Sandrine Scheid, Colette Sodoyez et Laurence Voreux.
- 1995 : il joue dans Le Voyage de Pinocchio, mis en scène par Thierry Janssen
- 1994 : il joue dans Carmen de Georges Bizet, adapté et mis en scène par Anne Auray-Voisin, avec Léonce Wapelhorst, Laurent Tisseyre, François Mairet, Véronique Lemaire…

## Sources et références
- Archives et Musée de la Littérature (AML) : Base de données Scapin.
- Bela : Fiche auteur.
- La Libre Belgique : Je lis - Fantastique Collectif.
- Quinzaine de la Solidarité : Pars Cours Everanst.
- AMA : Pièce de théâtre - La Part de Reine.
- Arte Radio : Podcast - Kaléidoscope par Ray Bradbury.
- RTBF : Je lis au Bois du Cazier.
- Bellone : Détail de spectacle.
- École Suisse Internationale : Colloque Agota Kristof.
- Théâtrez-moi : XL Dramatik Babeleir.
- Radio Panik : Interview "Tu n'as rien vu à Fukushima"
- Radio Panik : Interview "La Part de Reine"

1. ↑  (en) « Le lieutenant d'Inishmore », sur numeriques.be (consulté le 29 août 2019)

Fantastique Collectif